# La principessa di Bali
La principessa di Bali (Road to Bali) è un film del 1952 diretto da Hal Walker. Si tratta di uno dei fortunati film Road to... interpretati dal trio Bob Hope, Dorothy Lamour e Bing Crosby.
Prodotto dalla Paramount, è il sesto di sette film, l'unico girato a colori. Vi partecipano a vario titolo, in piccoli ruoli, numerose star hollywoodiane, da Jane Russell a Jerry Lewis a Dean Martin.

## Trama
Dovendo lasciare di tutta fretta l'Australia, inseguiti da fanciulle che si aspettano di veder coronare il loro sogno d'amore davanti a un altare, George Cochran e Harold Gridley, due cantanti ballerini si rifugiano nell'incanto dell'isola di Bali, dove trovano un lavoro. Qui, incontrano i favori della principessa Lalah, ma devono vedersela anche con il rancoroso principe Arok che cerca di farli fuori. Affronteranno i pericoli della giungla e quelli di una piovra gigante, contendendosi la bella principessa.

## Canzoni
- Chicago Style - eseguita da Bing Crosby e Bob Hope
- Moonflowers - Dorothy Lamour
- Hoot Mon - Bing Crosby e Bob Hope
- To See You Is To Love You - Bing Crosby
- The Merry-Go-Run-Around - Bob Hope, Dorothy Lamour e Bing Crosby

Le musiche di tutte le canzoni sono di Jimmy Van Heusen, parole di Johnny Burke. Le coreografie sono di Charles O'Curran.

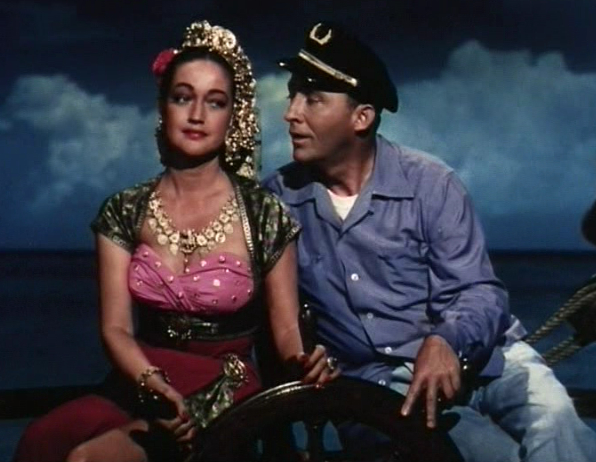
Dorothy Lamour e Bing Crosby

## Produzione
Il film fu prodotto per la Paramount Pictures direttamente da Bob Hope e Bing Crosby, i due protagonisti maschili, attraverso le loro compagnie, la Bing Crosby Productions e la Hope Enterprises.
Il film venne girato all'Iverson Ranch di Chatsworth, Los Angeles.